# Протестантизм в Танзании

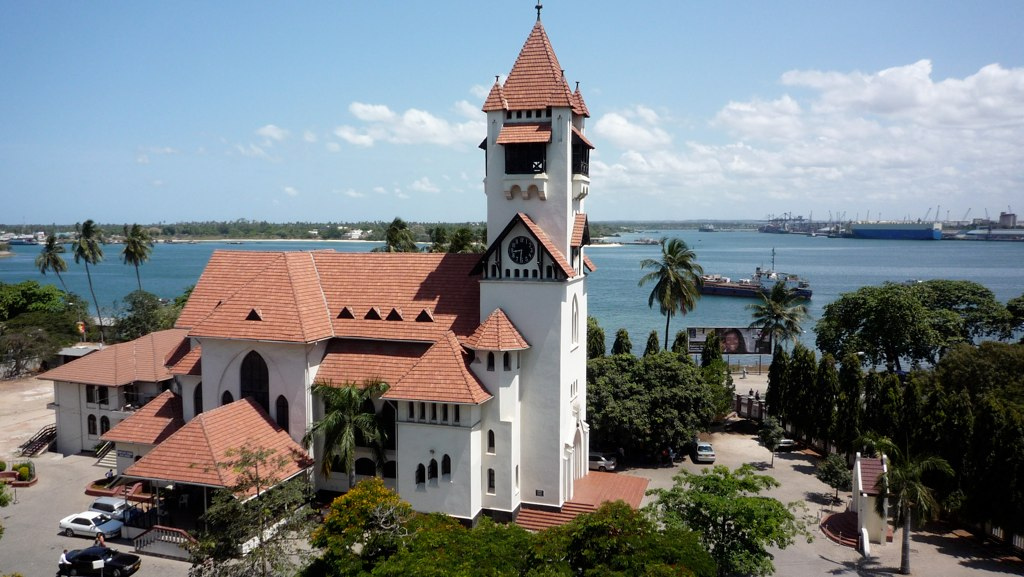
Лютеранская церковь в Дар-эс-Саламе, построенная в 1898 году

Протестантизм в Танзании — одно из направлений христианства в стране. По данным исследовательского центра Pew Research Center в 2010 году протестанты составляли 27,3 % населения этой страны (или 13,65 млн в 2014 году). Доля протестантов в общем населении страны неуклонно растёт: в 1960 году они составляли 1,3 % жителей Танзании, в 1980 — 14 %; в 2000 — 27 %.

## Исторический обзор

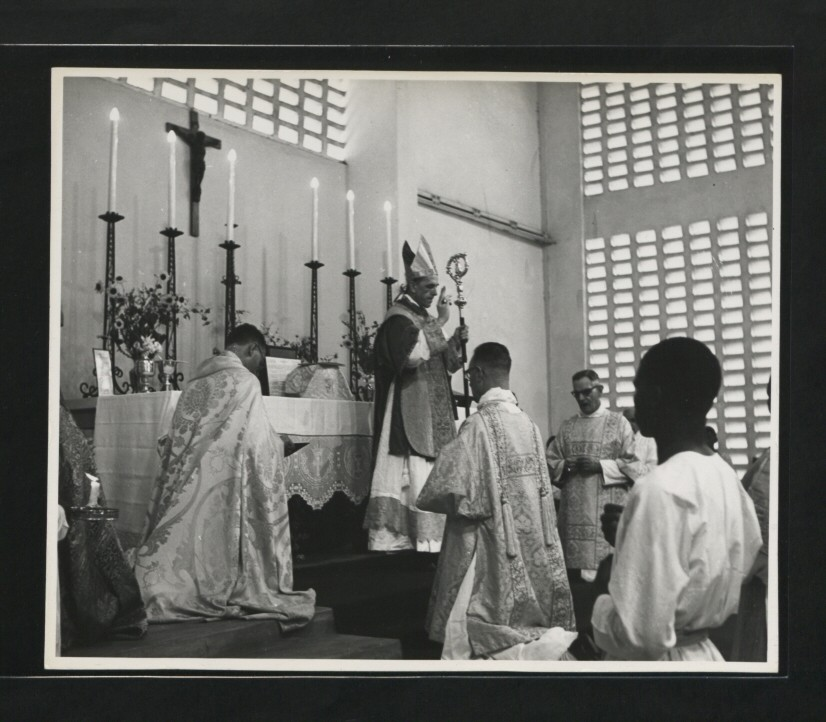
Тревор Хадлстон, «епископ масаи», благословляет прихожан англиканской церкви Дар-эс-Салама, 1960 год

Первые христиане (португальцы) прибыли на территорию Танзании в конце XV века. В течение двух последующих столетий в стране действовали католические миссии, которые были изгнаны с приходом арабов. В середине XIX века Танзания стала частью миссионерских путешествий Давида Ливингстона, представлявшего Лондонское миссионерское общество. Во многом, именно его усилия привели к началу постоянной миссионерской работы англикан в Танзании в 1864 году. Через двадцать лет общины англикан были объединены в епархию Восточной Экваториальной Африки. В 1970 году была создана Церковь провинции Танзания, которая в 1997 году была переименована в Англиканскую церковь Танзании.
Начиная с 1886 года в Дар-эс-Саламе служит т. н. Берлинская миссия III немецких лютеран. Впоследствии, к этой миссии присоединяются другие немецкие лютеранские организации — Вефильская миссия (в 1889), Лейпцигская миссия (в 1893), Берлинская миссия I (в 1901). После Первой мировой войны немецкие миссионеры были депортированы; их служение продолжают лютеране из США и Скандинавии. В 1938 году семь различных лютеранских служений создают Федерацию лютеранских церквей Танзании; в 1961 году на её основании была создана единая Евангелическо-лютеранская церковь Танзании.
В 1891 году в районе Рунгве (Мбея, южная Танзания) свою первую миссионерскую станцию основали моравские братья (из Германии). Чуть позже, в 1897 году другой группе моравских братьев (из Англии) перешла миссионерская станция Лондонского миссионерского общества в западной Танзании. В 1986 году все группы моравских братьев страны объединились в Моравскую церковь в Танзании, признанную государством в 1987.
В 1903 немцы Й.Элерс и А. Энс создают в Танзании первую адвентистскую миссию. В 1908 году в тогдашней Германской Восточной Африке начинает служение Внутренняя африканская миссия — не-деноминационная евангельская церковь.

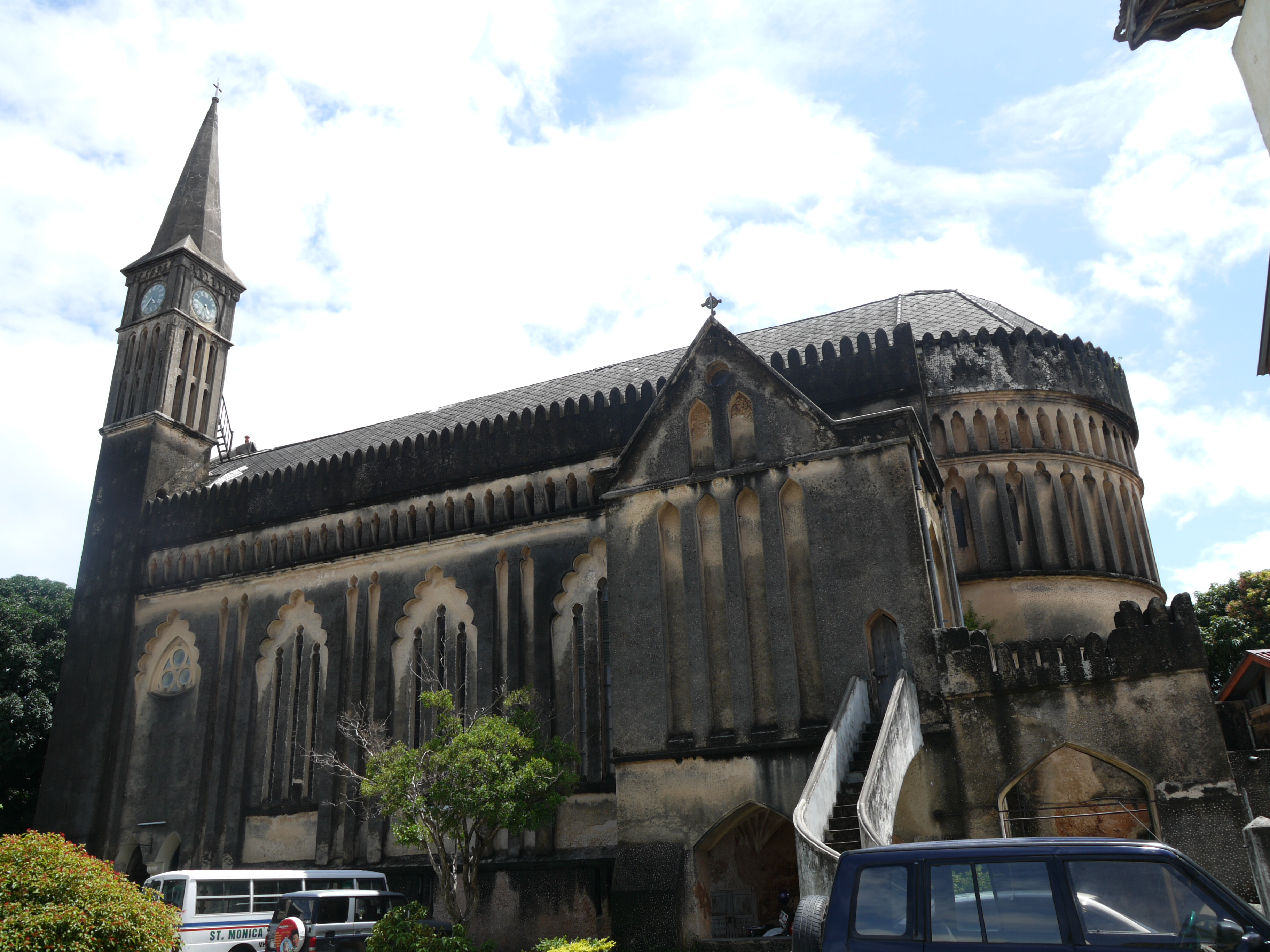
Англиканская Церковь Христа в Занзибаре, построенная в 1873 году

В феврале 1932 года в район Танганьики прибыли пятидесятники из Шведской свободной миссии. В 1934 году в стране начинает служение пятидесятническая Финская свободная зарубежная миссия. В дальнейшем служение этих миссий поддержат норвежские и датские пятидесятники. В 1964 году скандинавские пятидесятники сформировали Социальную ассоциацию пятидесятнических церквей Танзании; в настоящее время организация носит название Свободная пятидесятническая церковь Танзании. В 1930-х годах в Танзании начинают служение Пауль и Эвелен Дерр; в 1946 году они перейдут в Ассамблеи Бога. В 1938 году среди племени нгонде начинает служение миссионер Пятидесятнической церкви святости. Отдельная группа кенийских пятидесятников стояла у истоков независимых Пятидесятнических ассамблей Бога (1940-е). В 1946 году в Танзанию присылает первого миссионера пятидесятническая церковь «Елим». Впоследствии, в Танзании появляются и другие пятидесятнические деноминации: Церковь Бога (1951), Церковь Бога пророчеств (1978), Церковь четырёхстороннего Евангелия (1984), Объединённая пятидесятническая церковь, Пятидесятническое евангельское братство Африки (из Кении), Библейское братство полного Евангелия (из Нигерии), Церковь полного Евангелия (из Кореи).
В 1933 году в Табора начинает служение Армия Спасения. Первые меннониты прибыли в Танзанию в 1934 году; их служение привело к созданию в 1960 году автономной Меннонитской церкви Танзании.
В 1956 году в Дар-эс-Салам начали миссию баптисты из Нигерии; Баптистская конвенция Танзании была создана в 1971 году.
В 1950-х годах в стране начинают служение ряд других протестантских церквей: кенийские пресвитериане (1950); кенийские квакеры (1952); плимутские братья (1957); Церковь Бога (Андерсон, Индиана; 1958).

## Современное состояние

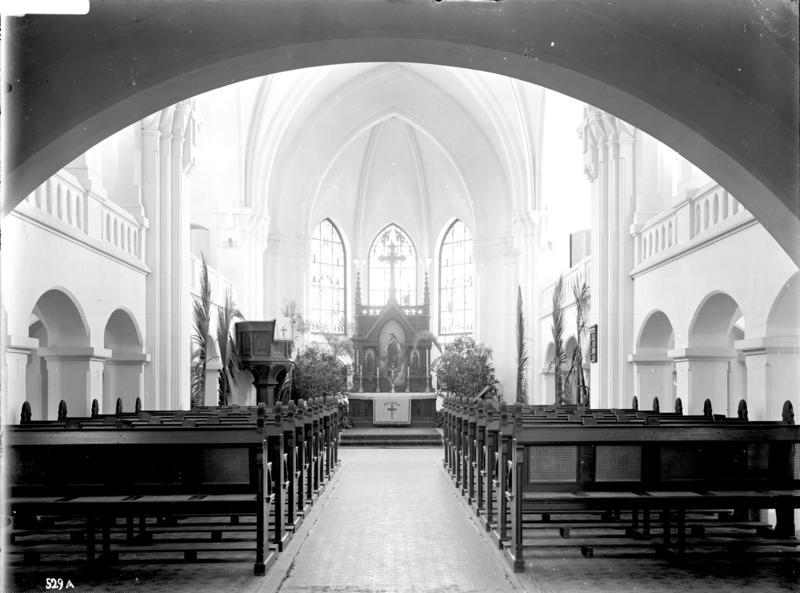
Лютеранская церковь в Дар-эс-Саламе

Крупнейшей протестантской организацией в Танзании является Евангелическо-лютеранская церковь Танзании. В 2011 году к данной церкви относились 5,8 млн танзанийцев.
Англиканская церковь Танзании состоит из 19 епархий и объединяет 2 млн человек.
Пятидесятники Танзании (4,7 % населения или 2,35 млн в 2014 году) распадаются на десяток церквей. Самые крупные пятидесятнические организации — Ассамблеи Бога (1 млн в 3,4 тыс. церквах) и Свободная пятидесятническая церковь Танзании (650 тыс. и 1,6 тыс. церквей в 2001 году). Другими пятидесятническими организациями являются: Церковь Бога (70 тыс.), Пятидесятническая церковь святости (65 тыс.), Пятидесятнические ассамблеи Бога (55 тыс.), Библейское братство полного Евангелия (35 тыс.), Церковь четырёхстороннего Евангелия (28 тыс.), Пятидесятническая церковь «Елим» (16 тыс.), Церковь Бога пророчеств (11 тыс.), Пятидесятническое евангельское братство Африки (9 тыс.), Объединённая пятидесятническая церковь (8 тыс.), Пятидесятническая церковь Бога (5 тыс.).
Баптистская конвенция Танзании состоит из 3,1 тыс. общин, крещёнными членами которых являются 489 тыс. человек; общая численность баптистов в стране (включая детей) оценивается в 910 тыс. человек. Танзания входит в первую десятку стран мира с самой большой баптистской общиной.
Церковь адвентистов седьмого дня сообщает о 406 тыс. членах в 1,7 тыс. общинах (2011 год).
Межденоминационная Африканская внутренняя церковь насчитывает 540 тыс. прихожан. Моравская церковь в Танзании объединяет 500 тыс. верующих и является крупнейшей моравской общиной в мире. Прихожанами Новоапостольской церкви являются 360 тыс. человек. Взрослыми членами Меннонитской церкви Танзании являются 64,5 тыс. человек (2012 год).
Другие протестантские группы весьма малочисленны. Это назаряне (14 тыс.), плимутские братья (9 тыс.), Армия Спасения (6,6 тыс.), Церковь Бога (Андерсон, Индиана; 5,4 тыс.) Пресвитерианская церковь восточной Африки (5 тыс.), Методистская церковь (4,8 тыс.), Церкви Христа (4 тыс.) и квакеры (500 человек).
В 1934 году в стране был основан Миссионерский совет Танганьики; в 1964 году на его основе сформировали Христианский совет Танзании.